# Kanton Totora
Der Kanton Totora ist ein Gemeindebezirk im Departamento Oruro im Hochland des südamerikanischen Anden-Staates Bolivien.

## Lage im Nahraum
Der Cantón Totora ist einer von sieben Kantonen in dem Municipio San Pedro de Totora in der Provinz San Pedro de Totora. Er grenzt im Norden an das Departamento La Paz, im Nordwesten an den Kanton Calazaya, im Südwesten an den Kanton Chojña Cota, im Süden und Südosten an den Kanton Huacanapi und im Osten an die Provinz Nor Carangas.
Der Kanton erstreckt sich zwischen etwa 17° 38' und 17° 55' südlicher Breite und 68° 00' und 68° 15' westlicher Länge, er misst von Norden nach Süden bis zu 30 Kilometer, von Westen nach Osten bis zu 25 Kilometer. Im Zentrum des Kantons liegt der zentrale Ort des Kantons, Totora mit 270 Einwohnern (Volkszählung 2012). Die mittlere Höhe des Kantons ist 4100 m.

## Geographie
Der Kanton Totora liegt im bolivianischen Hochland zwischen den Anden-Gebirgsketten der Cordillera Occidental im Westen und der Cordillera Central im Osten. Die Region weist ein typisches Tageszeitenklima auf, bei dem die mittleren Tagestemperaturen stärker schwanken als die mittleren jahreszeitlichen Temperaturschwankungen.
Die mittlere Durchschnittstemperatur der Region liegt bei 7 °C (siehe Klimadiagramm Curahuara de Carangas), die durchschnittlichen Monatswerte schwanken nur unwesentlich zwischen 4 °C im Juni/Juli und 9 °C von November bis März. Der Jahresniederschlag beträgt etwa 330 mm, die Monatsniederschläge liegen zwischen unter 10 mm in den Monaten April bis August und 90 mm im Januar.

## Bevölkerung
Die Einwohnerzahl des Kantons ist in dem Jahrzehnt zwischen den beiden letzten publizierten Volkszählungen um etwa ein Drittel angestiegen. Detaildaten der Volkszählung von 2012 liegen derzeit noch nicht vor:
| Jahr | Einwohner | Quelle           |
| ---- | --------- | ---------------- |
| 1992 | 1 317     | Volkszählung     |
| 2001 | 1 656     | Volkszählung     |
| 2012 | .         | noch keine Daten |

Die Bevölkerungsdichte des Municipios bei der Volkszählung 2001 betrug 3,5 Einwohner/km², die Lebenserwartung der Neugeborenen lag bei 57,1 Jahren.
Der Alphabetisierungsgrad bei den über 15-Jährigen lag bei 82,9 Prozent (2001). Wichtigste Sprache der Provinz ist Aymara, das von 97 % der Bevölkerung gesprochen wird.
99 % der Bevölkerung haben keinen Zugang zu Elektrizität, 94 % leben ohne sanitäre Einrichtung (1992).
83,5 % der Erwerbstätigen arbeiten in der Landwirtschaft, 4 % in der Industrie, 12,5 % im Dienstleistungsbereich (2001).
64 % der Einwohner sind katholisch, 25 % sind evangelisch (1992).

## Gliederung
Der Kanton Totora gliedert sich in die folgenden zwölf Subkantone (vicecantones):
- Vicecantón Caquingoriri – 1 Gemeinde – 90 Einwohner (2001)
- Vicecantón Rosasani – 14 Gemeinden – 194 Einwohner
- Vicecantón Ayllu Collpa Collana – 1 Gemeinde – 101 Einwohner
- Vicecantón Ayllu Lerco – 3 Gemeinden – 231 Einwohner
- Vicecantón Centro Lupe – 2 Gemeinden – 104 Einwohner
- Vicecantón Challuma – 1 Gemeinde – 124 Einwohner
- Vicecantón Chuquichuru – 1 Gemeinde – 139 Einwohner
- Vicecantón Puerto Escoma – 1 Gemeinde – 79 Einwohner
- Vicecantón Chivirapi – 1 Gemeinde – 95 Einwohner
- Vicecantón Pananoza – 1 Gemeinde – 144 Einwohner
- Vicecantón Ungalliri – 9 Gemeinde – 143 Einwohner
- Vicecantón Totora – 1 Gemeinde – 212 Einwohner